# Cratere Yar
Yar  è un cratere sulla superficie di Marte.